# ألكساندرا دكورث
ألكساندرا دكورث هي متزلجة كندية، ولدت في 11 نوفمبر 1987 في Kingsburg, Nova Scotia ‏ في كندا.

## وصلات خارجية
- ألكساندرا دكورث على موقع الاتحاد الدولي للتزلج (ركوب لوح الثلج) (الإنجليزية)
- ألكساندرا دكورث على موقع اللجنة الأولمبية الدولية (الإنجليزية)
- ألكساندرا دكورث على موقع أوليمبيديا (الإنجليزية)
- ألكساندرا دكورث على موقع اللجنة الأولمبية الكندية (الإنجليزية)